# Pherbellia griseola
Pherbellia griseola är en tvåvingeart som först beskrevs av Fallen 1820.  Pherbellia griseola ingår i släktet Pherbellia och familjen kärrflugor. Arten är reproducerande i Sverige. Inga underarter finns listade i Catalogue of Life.